# Hrabstwo Pacific
Hrabstwo Pacific (ang. Pacific County) – hrabstwo w stanie Waszyngton w Stanach Zjednoczonych. Hrabstwo zajmuje powierzchnię 932,97 mil² (2416,38 km²). Według szacunków United States Census Bureau w roku 2009 miało 21 272 mieszkańców. Siedzibą hrabstwa jest South Bend.
Hrabstwo powstało w 1854.

## Miasta
- Ilwaco
- Long Beach
- Raymond
- South Bend

## CDP
- Bay Center
- Chinook
- Lebam
- Naselle
- Ocean Park
- Tokeland
- Willapa